# Operazione Babylift

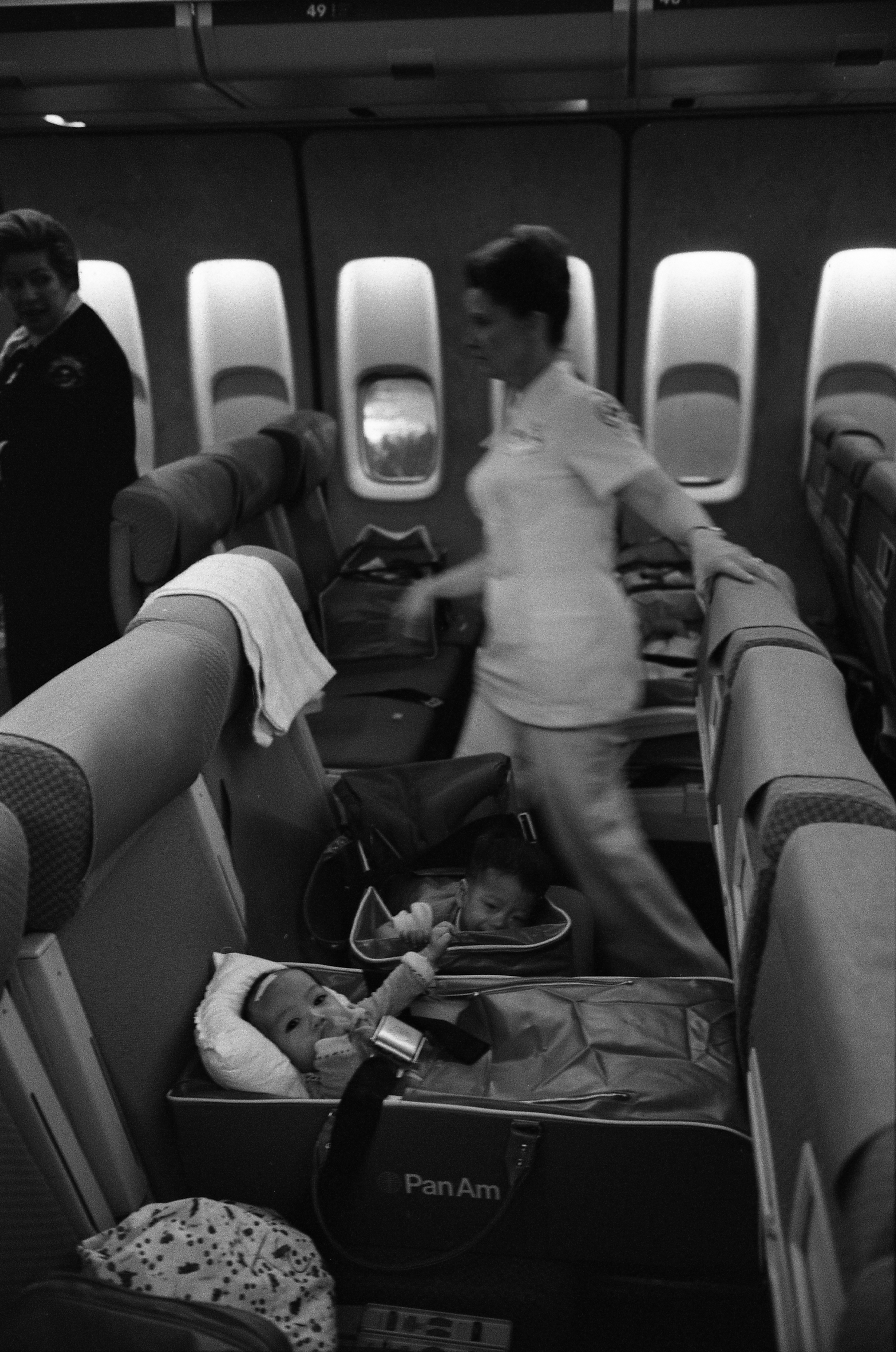
Un volo Babylift arriva a San Francisco, 5 aprile 1975

Operazione Babylift è il nome attribuito ad un'evacuazione di massa (svoltasi tra il 3 ed il 26 aprile 1975) di bambini dal Vietnam del Sud agli Stati Uniti d'America ed altri paesi (tra cui Australia, Francia e Canada)  alla fine della Guerra del Vietnam. Compreso l'ultimo volo in partenza dal Vietnam del Sud, erano stati evacuati più di 3 300 neonati o bambini, benché non vi sia un dato univoco sul numero esatto. Anche grazie all'Operazione New Life, più di 110 000 rifugiati furono evacuati dal Vietnam del Sud alla fine della guerra del Vietnam. Migliaia di bambini vennero aerotrasportati dal Vietnam e adottati da famiglie sparse in tutto il mondo.

## Sinossi

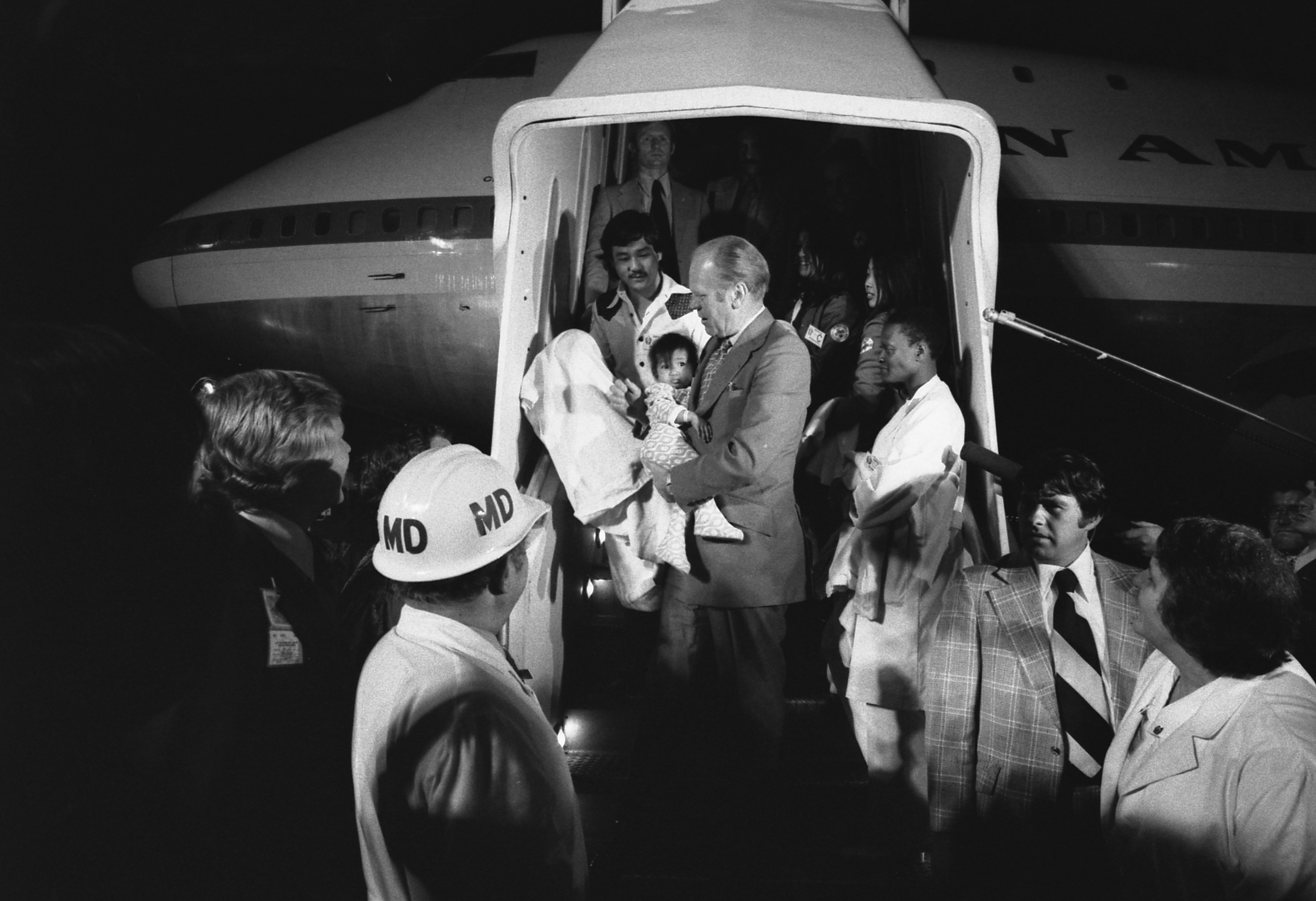
Presidente Gerald R. Ford mentre trasporta un bambino vietnamita dal Clipper 1742 all'Aeroporto Internazionale di San Francisco

Poiché l'importante città vietnamita di Đà Nẵng era caduta in marzo, e Saigon era assediata e cannoneggiata, il 3 aprile 1975 il presidente USA Gerald Ford annunciò che il suo governo avrebbe evacuato orfani da Saigon con un programma di 30 voli eseguiti con aerei da trasporto C-5A Galaxy.
L'iniziativa era in parte conseguenza degli appelli promossi da organizzazioni umanitarie quali Holt International Children's Services, Friends of Children of Viet Nam (FCVN), Friends For All Children (FFAC), Catholic Relief Service, International Social Services, International Orphans e la Fondazione Pearl S. Buck, che avevano ospitato orfani nelle rispettive strutture vietnamite, ma temevano di non poterne più garantire condizioni accettabili di sopravvivenza. Nel loro libro  Silence Broken, le fondatrici di Childhelp (che all'epoca si chiamava International Orphans) Sara O'Meara ed Yvonne Fedderson raccontano la loro petizione al tenente generale Lewis William Walt per avere assistenza nell'evacuare e fare accogliere gli orfani asiatico-americani.
I voli continuarono fino a che gli attacchi di artiglieria del Quân Đội Nhân Dân Việt Nam e dei Viet Cong sull'Aeroporto Internazionale Tan Son Nhat resero impossibili ulteriori missioni.
L'operazione suscitò diatribe sul fatto che rappresentasse davvero la miglior soluzione nell'interesse dei minori, e sul fatto che non tutti i bambini espatriati fossero orfani.

## L'incidente del Lockheed C-5
Un C-5A Galaxy 68-0218 eseguì la missione iniziale dell'Operazione Babylift per portare gli orfani vietnamiti negli USA nei pochi giorni che precedettero la caduta della Repubblica del Vietnam. Il C-5 partì dall'aeroporto Saigon-Tan Son Nhat poco dopo le 16:00 del 4 aprile 1975. Dodici minuti dopo il decollo, ci fu un'apparente esplosione che sventrò la fusoliera nella parte inferiore-posteriore. L'aggancio della rampa posteriore di carico non era avvenuto correttamente, di conseguenza la porta si era aperta e staccata. Si verificò una rapida decompressione. I controlli ed i cavi di assetto del timone e dei montacarichi furono violentemente sollecitati, lasciando funzionanti solo un alettone e le alette sulle ali. Due dei quattro sistemi idraulici erano fuori uso. L'equipaggio lottò con i comandi, riuscendo a mantenere il controllo dell'aereo con variazioni delle impostazioni di potenza utilizzando l'unico alettone funzionante e le alette sulle ali. L'equipaggio discese ad un'altitudine di 4 000 piedi su una rotta di 310 gradi preparandosi ad atterrare sulla pista 25L di Tan Son Nhat. A circa metà strada dalla svolta per l'accostamento finale, la velocità di discesa aumentò rapidamente. Vedendo che era impossibile imboccare la pista, venne ridata massima potenza per risollevare il muso dell'aereo. Il C-5 toccò il suolo in una risaia. Sbandando per quattrocento metri, l'aereo riprese quota per ottocento metri prima di colpire un terrapieno e spezzarsi in quattro parti, con parziale incendio. Stando ai dati della Defense Intelligence Agency, nell'incidente vi furono 138 morti, tra cui 75 bambini e 35 collaboratori dell'addetto militare a Saigon.
Quando l'uomo d'affari americano Robert Macauley apprese che ci sarebbe voluta più di una settimana per evacuare gli orfani sopravvissuti, posto che non vi erano abbastanza velivoli militari da trasporto, noleggiò un Boeing 747 dalla Pan Am permettendo l'espatrio a 300 orfani; prese a proprio carico le spese del viaggio, e fu costretto ad ipotecarsi la casa.

## Operazione Reunite
L'Operazione Reunite, condotta senza scopo di lucro da vietnamiti adottati, con il test del DNA sta tentando di ricollegare gli adottati con le proprie famiglie vietnamite.